# Shatin (ort i Armenien)
Shatin är en ort i Armenien.   Den ligger i provinsen Vajots Dzor, i den centrala delen av landet, 80 kilometer sydost om huvudstaden Jerevan. Shatin ligger 1 284 meter över havet och antalet invånare är 1 671.
Terrängen runt Shatin är kuperad åt sydväst, men åt nordost är den bergig. Shatin ligger nere i en dal. Närmaste större samhälle är Yeghegnadzor, 8,4 kilometer söder om Shatin. 
Trakten runt Shatin består i huvudsak av gräsmarker. Runt Shatin är det ganska glesbefolkat, med 28 invånare per kvadratkilometer.